# Brian Jamieson
Brian Jamieson (* 7. März 1969 in Livingston, New Jersey) ist ein ehemaliger Ruderer aus den Vereinigten Staaten. 1996 war er Olympiazweiter im Doppelvierer.

## Karriere
Der 1,93 m große Brian Jamieson nahm im Doppelvierer an den Weltmeisterschaften 1993 teil, erreichte er aber nur das C-Finale. Bei den Weltmeisterschaften 1994 belegte er mit dem Doppelvierer den siebten Platz. 1995 ruderte er mit dem Doppelzweier auf den 20. Platz bei den Weltmeisterschaften in Tampere. Im gleichen Jahr gewann er die Silbermedaille im Doppelvierer bei den Panamerikanischen Spielen in Mar del Plata.
1996 bei den Olympischen Spielen in Atlanta saßen Tim Young, Brian Jamieson, Eric Mueller und Jason Gailes im amerikanischen Doppelvierer. Die Crew belegte im Vorlauf den zweiten Platz hinter den Italienern und im Halbfinale den zweiten Platz hinter den Deutschen. Im Finale siegten die Deutschen mit zwei Sekunden vor dem US-Boot. Weitere zwei Sekunden dahinter gewannen die Australier Bronze vor den Italienern. 1997 belegte Jamieson bei den Weltmeisterschaften 1997 den zehnten Platz im Doppelvierer.
Brian Jamieson begann an der Yale University mit dem Rudersport. Er wechselte später an die University of Michigan, wo er einen Masters-Abschluss in Elektrotechnik machte und dann in Biotechnik promovierte. Er wurde später Präsident der Firma Scientific & Biomedical Microsystems.